# Arnaud Danjean
Arnaud Danjean, né le 11 février 1971 à Louhans (Saône-et-Loire), est un homme politique français, membre des Républicains. Il est élu député européen lors des élections du 7 juin 2009, et réélu le 25 mai 2014 et le 26 mai 2019.
Il est par ailleurs conseiller régional de Bourgogne puis de Bourgogne-Franche-Comté du 21 mars 2010 au 1er juin 2017.
Il a présidé de 2009 à 2014 la sous-commission sécurité et défense (SEDE), qui est une sous-commission de la commission des affaires étrangères du Parlement européen. Il en est membre depuis 2014. Il rejoint également en juillet 2019 la Commission du commerce international.
Il est conseiller spécial de Michel Barnier à Matignon lors du passage de ce dernier à la tête du gouvernement en 2024, et membre du board du think tank français Euro Créative depuis 2025.

## Biographie

### Enfance et études
Arnaud Danjean a passé la majeure partie de son enfance à Sornay. Son père, Christian Danjean, est le cofondateur, avec Jean-Luc Gros, de l'Association sportive de Sornay en 1980.
Il effectue toute sa scolarité au lycée Henri Vincenot à Louhans, où il obtient en juin 1989 son baccalauréat section B avec une mention Très Bien. Par la suite, il poursuit des études de science politique à l'IEP de Paris, d'où il sort en 1992 avec un diplôme en « communication, recherche et ressources humaines ». Il finalise ce cycle en 1993 par un DEA en sciences politiques et relations internationales à Sciences-Po.
Il est marié et père de deux enfants.
Outre le français, il parle anglais, allemand, serbe et croate.

### Carrière professionnelle

#### Au ministère de la Défense
Après son service militaire effectué en tant qu'élève officier de réserve (EOR) au sein de la base de sous-marins de Toulon, il réussit le concours du ministère de la Défense, et devient fonctionnaire civil affecté à la DGSE,.
Entre 1995 et 1996, il effectue de nombreuses missions à Sarajevo, notamment durant le siège de Sarajevo et la signature des accords de Dayton. Il devient alors chef de poste de la DGSE à l'Ambassade de France en Bosnie-Herzégovine de juin 1996 à septembre 1998, où il est notamment chargé de pister les criminels de guerre et suivre les réseaux islamistes,,
De retour en France, il travaille ensuite à la cellule Balkans du ministère de la Défense, alors dirigé par Alain Richard, et participe à ce titre à la Conférence de Rambouillet sur le Kosovo, ouverte par Jacques Chirac et coprésidée par Hubert Védrine, du 6 février au 19 mars. Il est entre autres chargé par le ministère d'établir la liaison avec la délégation kosovare dirigée par Hashim Thaçi, qui deviendra président de la république du Kosovo en 2016, et notamment composée d'Ibrahim Rugova, président de la Province autonome serbe du Kosovo de 1992 à 2006.
Il effectue ensuite, à partir de juin 1999, des missions ponctuelles dans les Balkans et tous les pays d'Europe centrale et orientale, puis revient à Paris comme conseiller Europe du directeur de la DGSE entre 2000 et 2002. Il participe dans ce cadre au rétablissement des relations avec les autorités démocratiques serbes après la Révolution du 5 octobre 2000 en Serbie et la chute de Slobodan Milošević.

#### Au ministère des Affaires étrangères
De 2002 à 2004, il rejoint la Représentation permanente de la France auprès de l'Organisation des Nations unies à Genève où il s’occupe des relations avec les organisations humanitaires et internationales (CICR et UNHCR).
En 2004, il effectue une nouvelle mission au Kosovo au profit de Javier Solana, Haut représentant pour la politique étrangère et de sécurité commune (PESC) comme conseiller de Fernando Gentilini, représentant spécial de l'Union européenne.
En 2005, il intègre le cabinet du ministre français des Affaires étrangères, Michel Barnier. Chargé des Balkans et de l'Afghanistan, il occupera, de juillet 2005 à mars 2007, les mêmes fonctions auprès de Philippe Douste-Blazy.
Il effectue fin 2007 un séjour prolongé aux États-Unis dans le cadre d’un programme du German Marshall Fund, une fondation américaine dont le but est de créer des réseaux de décideurs et de journalistes entre l'Europe et les États-Unis d'Amérique.

### Parcours politique et mandats

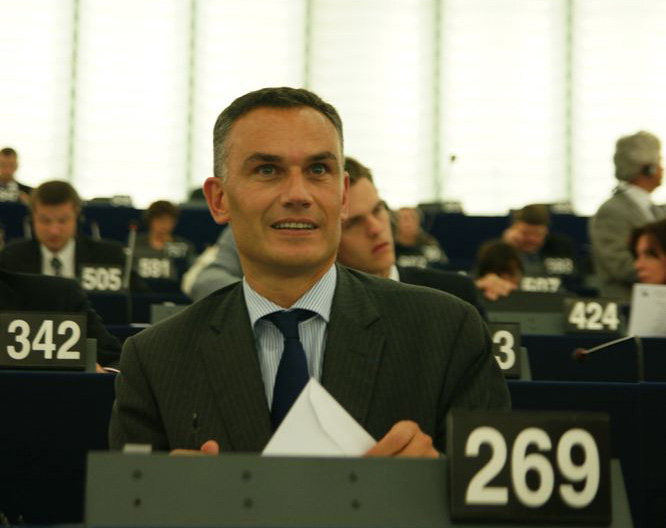
Arnaud Danjean, en 2009.

#### Député européen
Il est élu député européen le 7 juin 2009 pour la circonscription Est aux élections européennes sur la liste de la Majorité présidentielle conduite par Joseph Daul (arrivée en tête du scrutin), et élu à la tête de la Sous-commission sécurité et défense (SEDE), rattachée à la Commission des affaires étrangères du Parlement européen. Il est réélu à mi-mandat à la tête de cette sous-commission SEDE, le 25 janvier 2012.
Il est désigné en janvier 2014 pour être no 2 de la liste UMP de la circonscription Est pour les élections européennes, et réélu député européen le 25 mai 2014.
Selon Le Figaro, il aurait été séduit par la ligne européenne d'Emmanuel Macron lors de la première année de son mandat présidentiel, relevant des « convergences possibles ». À quelques mois des élections européennes de 2019, il reproche à Emmanuel Macron de créer un faux clivage entre progressistes et nationalistes au niveau européen. Parfois cité pour diriger la liste Les Républicains pour ces élections, il dénonce le piège tendu à la droite et à l'Europe par Emmanuel Macron et prend ses distances avec Alain Juppé.
Désigné le 29 janvier 2019 par la Commission nationale d'investiture du parti, dirigé par Laurent Wauquiez, en trio avec la tête de liste François-Xavier Bellamy et avec Agnès Evren, pour mener la liste des Républicains pour les élections européennes, il est réélu député européen le 26 mai 2019.

#### Conseiller régional
Déjà élu conseiller régional de Bourgogne pour un premier mandat le 21 mars 2010, il conduit la liste de la droite et du centre en Saône-et-Loire pour la nouvelle région Bourgogne-Franche-Comté, et est élu conseiller régional le 13 décembre 2015. Il annonce sa démission de ce mandat le 4 avril 2017 en raison de ses nouvelles attributions européennes en matière de politique étrangère et de défense.

#### Élections législatives
Il se présente aux élections législatives françaises de 2007 dans la 6e circonscription de Saône-et-Loire contre Arnaud Montebourg, député sortant. Alors qu'il avait réuni 44 % des voix au premier tour, devant le député sortant, ce dernier met son retrait de la vie politique dans la balance. Arnaud Montebourg l'emporte finalement au second tour avec moins de 400 voix d'avance.
Candidat aux élections législatives de 2012 dans la 4e circonscription de Saône-et-Loire, (Bresse, Val de Saône, Chalon Nord et Tournugeois), il est battu au second tour par Cécile Untermaier, candidate du Parti socialiste, qui rassemble 50,4 % des suffrages. Alors que le Front national avait appelé, entre les deux tours, à faire barrage à Arnaud Danjean, Cécile Untermaier appelle les électeurs FN à voter pour elle.

#### Politique nationale
Au congrès de l'UMP de novembre 2012, il soutient la candidature de François Fillon pour la présidence du parti face à Jean-François Copé, puis met en garde les deux candidats contre le risque de scission du parti. Il parraine lors de ce congrès la motion politique de La Boîte à idées, d'Enguerrand Delannoy, Matthieu Schlesinger et Maël de Calan (qu'il soutiendra ensuite lors du congrès des Républicains de 2017).
Il est alors cosignataire, avec treize députés UMP, d'un appel à une « révolution démocratique » articulée autour de cinq propositions destinées à renouveler la pratique politique française : incompatibilité entre mandat parlementaire et haute fonction publique, mandat de maire ou présidence d'un exécutif local, réduction du nombre des députés et sénateurs, limitation à trois mandats parlementaires consécutifs, ouverture accrue des fonctions électives aux citoyens.
Lors de l'élection présidentielle de 2017, Arnaud Danjean se prononce pour une candidature d'Alain Juppé et accueille à Branges, le 28 janvier 2015, la première étape de la tournée du maire de Bordeaux,, dont il intègre l'équipe de campagne, notamment pour les questions de défense, sécurité et affaires étrangères. En janvier 2017, il rejoint le pôle projet de la campagne de François Fillon, vainqueur de la primaire des Républicains, sur le sujet de la sécurité, mais renonce le 4 mars 2017, dans le cadre de l'affaire Fillon, à soutenir le candidat LR à l'élection présidentielle.
Il soutient Michel Barnier au congrès des Républicains de 2021 en vue de l'élection présidentielle de 2022. Il rejoint le cabinet de celui-ci après sa nomination comme Premier ministre en septembre 2024.

## Prises de position

### Défense et affaires étrangères

#### Interventions militaires françaises et questions de défense
Lors du lancement de l'opération Serval, le 11 janvier 2013, il salue la décision de François Hollande d'engager l'armée française dans la riposte à l'offensive des groupes armés islamistes du Nord-Mali, action qu'il qualifie d'inévitable, justifiée et légitime au regard des circonstances et du droit international. Il regrette cependant l'inertie de l'Union européenne, qui avait pourtant adopté une stratégie pour le Sahel dès 2011, et critique à la fois les États-membres pour leur attentisme et les institutions pour leur incapacité à anticiper puis contrecarrer l'offensive des groupes armés. Il note également l'échec du gouvernement à impliquer ses partenaires qui se contentent d'un soutien diplomatique sans aide opérationnelle, ce qu'il attribue notamment au « retrait précipité » des troupes françaises d'Afghanistan.
Interrogé sur la perspective de frappes en Syrie fin août 2013, il note que les délais et la faisabilité technique d'une intervention militaire sont moins problématiques que l'absence d'un réel processus diplomatique permettant une action tolérée par la Russie et la Chine, et critique la demande de frappes punitives sans objectif politique. L'autre dilemme, selon Arnaud Danjean, réside dans les risques de déstabilisation régionale, notamment au Liban, consécutifs à une telle action.
Il a dirigé au second semestre 2017 le comité de rédaction de la Revue stratégique de défense et de sécurité nationale, ordonnée par le président de la République pour actualiser le livre blanc sur a défense de 2013 et fixer le cadre stratégique de la loi de programmation militaire 2019-2025, dont l'ambition était de porter l'effort de défense à 2 % du PIB d'ici 2025.

#### Renseignement et terrorisme
S'amusant des réactions de la classe politique française au moment de l'affaire Snowden (révélations sur le programme d'espionnage américain PRISM), il s'inquiète par ailleurs du risque d'effet boomerang, Washington pouvant être tenté d'allumer des contre-feux en révélant des initiatives européennes semblables ou des tentatives d'infiltration aux États-Unis d'agents de renseignement européens.
À la suite des attentats de janvier et novembre 2015 en France, il met à plusieurs reprises en garde contre des réactions excessivement émotionnelles ou martiales, et insiste sur le triptyque renseignement-police-justice, qui doit selon lui constituer la priorité des efforts en matière de lutte antiterroriste. Il plaide ainsi pour une évaluation approfondie de l’organisation de la lutte antiterroriste en France et se prononce contre la création d’une superstructure européenne, sur le modèle de la CIA américaine, chargée du renseignement.
Il soutient par ailleurs les initiatives françaises au niveau européen visant à renforcer la coopération policière (Europol), l’interconnexion des différents fichiers européens (Schengen, Frontex, Europol…), ainsi que le durcissement des mesures de contrôle aux frontières extérieures de l’Union.
Rapporteur pour la Commission des Affaires étrangères du Parlement européen sur le projet de directive pour la mise en place d’un fichier de surveillance des passagers aériens (PNR), il participe activement à son adoption, finalement réalisée en avril 2016.

### Politique européenne
Condamnant la logique de chantage imposée à Bruxelles par Ankara, qui lie la crise des réfugiés à la relance du processus d’adhésion de la Turquie à l’Union européenne, il critique les ambiguïtés européenne et française et se prononce contre cette perspective.

#### Résolutions du Parlement européen
Dans le cadre de sa présidence de la sous-commission SEDE du Parlement européen, il est le rapporteur de la proposition de résolution sur la mise en œuvre de la stratégie européenne de sécurité et la politique de sécurité et de défense commune (PSDC). Le texte, adopté le 10 mars 2010, appelle l'Union à développer son "autonomie stratégique", un concept alors peu en vogue. Arnaud Danjean relève en février 2019 que l'idée a fait son chemin et est largement admise neuf ans plus tard, le concept devenant l'un des quatre piliers de la loi de programmation militaire 2019-2025.
Il est rapporteur d'une seconde proposition de résolution sur la mise en œuvre de la PSDC, qui est adoptée par le Parlement européen le 22 novembre 2012 par 442 voix contre 92 et 75 abstentions.
Présenté au vote le 3 avril 2014, son rapport sur l'approche globale de l'Union et ses répercussions sur la cohérence de l'action extérieure de l'Union est adopté par 492 voix contre 94.
Lors de son deuxième mandat, il est rapporteur de deux rapports : l'un sur la mise en œuvre de la PSDC, l'autre instituant un budget européen permettant de contribuer au financement des équipements non létaux des armées locales dans les pays où l'Union intervient.
Il est également rapporteur d'un avis de la Commission des Affaires étrangères sur l'utilisation des données des dossiers passagers pour la prévention et la détection des infractions terroristes et des formes graves de criminalité, ainsi que pour les enquêtes et poursuites qui y sont liées.
Au cours de ses deux premiers mandats, il a été rapporteur fictif de neuf rapports, cinq avis et une recommandation.

#### Déplacements internationaux avec le Parlement européen
En Afrique, il effectue des missions à Djibouti en octobre 2009 et mars 2014 (Djibouti et Éthiopie), en Ouganda en avril 2011, en Libye en février 2012, au Mali et au Niger en avril 2013, ainsi qu'en janvier (Mali seul) et décembre 2017, en Centrafrique en février 2015 auprès de l'Opération Sangaris et de l'EUFOR RCA, en Tunisie en janvier 2016 (où il rencontre le président de la République, le Premier ministre et le ministre de la Défense) et en février 2017.
Il se rend à plusieurs reprises au Proche-Orient et en Asie centrale, notamment en Afghanistan en octobre 2013, au Qatar et en Arabie saoudite, où il rencontre le roi Salmane, en février 2016, au Pakistan en avril 2017, en Ouzbékistan en septembre 2018, et en Irak et Oman en décembre 2018.
Il effectue plusieurs missions en Géorgie : en mai 2011, puis en septembre-octobre 2012, avant les élections législatives marquées par la victoire de l'opposition, et en juillet 2013.
Il effectue par ailleurs une mission au Japon en octobre 2011.
Il se rend à l'Assemblée générale des Nations unies en octobre 2012, et à nouveau aux États-Unis en mai 2013 pour une série de conférences et une rencontre avec Mike Turner, Représentant républicain de l'Ohio et membre de la commission de la Défense.
Il participe, à l’invitation des autorités canadiennes, à un voyage d’étude à Ottawa et Montréal avec quelques parlementaires nationaux et européens Les Républicains en avril 2016.
Il participe aux Conférences interparlementaires sur la politique de sécurité et de défense qui réunissent des représentants du Parlement européen et les commissions de la défense de tous les parlements nationaux de l’Union, notamment en mars 2016 à La Haye.

## Publications
- Il commente en 2007 dans la revue Cités la Déclaration des musulmans européens du reis-ul-ulema de Bosnie-Herzégovine Mustafa Cerić[68].
- Il publie le 12 janvier 2012[69], aux côtés notamment de Benoist Apparu, Chantal Jouanno, Franck Riester, Salima Saa, Valérie Debord, le livre numérique Chapitre 2012 dans lequel il signe l'article « Europe, un acquis précieux et une ambition nécessaire… »[70].
- Il signe en janvier 2013, dans la Revue Défense nationale, l'article « Entre tentation du repli et fatalisme du déclin : l’Europe face à ses responsabilités »[71].
- Il est nommé fin juin 2017 pour présider la rédaction de la Revue stratégique (avec dix-huit personnes, militaires, diplomates et experts), un rapport voulu par Emmanuel Macron sur les questions de défense, qui lui est remis en octobre de la même année[72]. Le général Pierre de Villiers mentionne à cette occasion dans son livre Servir sa « grande estime » pour le député européen[73].

## Distinctions
- Chevalier de l'ordre national du Mérite par décret de mai 2000 ; remise d'insignes par le ministre de la Défense Alain Richard en décembre 2000